# 김윤미 (가수)
김윤미(1983년 1월 7일~)은 대한민국의 가수이자 남녀 혼성 그룹 '프리즈', '드림아이'의 멤버이다. 2006년 키즈 버라이어티 쇼 <비바 프리즈>를 통해 데뷔하면서 2007년에는 프리즈 1집 앨범 <너의 꿈을 말해봐>을 통해 가수로서 데뷔하였다.

## 학력
- 동덕여자대학교 방송연예학과 졸업

## 방송 활동
- 《비바! 프리즈》(SBS, 2006년)